# حفل توزيع جوائز الأوسكار السادس عشر
حفل توزيع جوائز الأوسكار السادس عشر (بالإنجليزية: 16th Academy Awards)‏ هو حدث نظمته أكاديمية فنون وعلوم الصور المتحركة لتكريم أفضل الأفلام لسنة 1943. أقيم الحفل بتاريخ 2 مارس، 1944 في مسرح غرومان الصيني، هوليوود، كاليفورنيا، وقدّمه جاك بيني. في هذه الدورة، فاز فيلم كازبلانكا بجائزة أفضل فيلم، وحاز الممثّل باول لوكاس على جائزة أفضل ممثّل، ونالت الممثلة جنيفر جونز جائزة أفضل ممثّلةٍ، وكانت جائزة الأوسكار لأفضل مخرج من نصيب المخرج مايكل كورتيز.
أكثر الأفلام ترشيحاً للحصول على جوائز كان فيلم أنشودة بيرناديت حيث تلقّى 12 ترشيحاً، وكان كذلك أكثرها فوزاً حيث فاز بـ 4 جوائز.

## الجوائز
- جائزة أفضل فيلم:

كازبلانكا
- جائزة أفضل مخرج:

مايكل كورتيز
- جائزة أفضل ممثّل:

باول لوكاس
- جائزة أفضل ممثّلة:

جنيفر جونز
- جائزة أفضل ممثّل مساعد:

تشارلز كوبرن
- جائزة أفضل ممثّلة مساعدة:

كاتينا باكسايناو
- جائزة أفضل سيناريو مقتبس:

كازبلانكا
- جائزة أفضل موسيقى تصويريّة:

أنشودة بيرناديت
- جائزة أفضل تأثيرات بصريّة:

كراش دايف
- جائزة أفضل خلط أصوات:

هذه الأرض لي

## وصلات خارجية
- حفل توزيع جوائز الأوسكار السادس عشر على موقع IMDb (الإنجليزية)
- حفل توزيع جوائز الأوسكار السادس عشر على موقع ميوزك برينز (الإنجليزية)
- الموقع الرسمي لجوائز الأكاديمية.
- الموقع الرسمي لأكاديمية فنون وعلوم الصور المتحركة.
- قناة جوائز الأوسكار على موقع يوتيوب (تُديره أكاديمية فنون وعلوم الصور المتحركة).
- مقتطفات فيديو من أكاديمية فنون وعلوم الصور المتحركة.